# Route nationale 19b
Pour les articles homonymes, voir Route nationale 19.
La route nationale 19b, ou RN 19b, était une route nationale française  reliant Belfort à Delle et à Porrentruy. À la suite de la réforme de 1972, la RN 19 a été déclassée à l'est de Belfort et le parcours de la RN 19b vers Delle lui a été réattribué.
Un nouveau tracé évitant toutes les traversées d'agglomération a été construit entre l'échangeur de Sevenans au niveau de l'A 36 et Delle. Il relie l'A16 en Suisse. Le décret du 5 décembre 2005 prévoit le maintien de ce nouveau tracé dans le réseau national (RN 1019).

## Tracé de Belfort à Delle et à Porrentruy (N 19)
- Belfort
- Danjoutin
- Andelnans
- Sevenans
- Moval
- Bourogne
- Morvillars
- Grandvillars
- Joncherey
- Delle
- Boncourt  Suisse H 6